# Oblast' di Kursk
L'oblast' di Kursk (in russo Ку́рская о́бласть?, Kúrskaja óblastʾ) è un'oblast' della Russia il cui territorio è quasi interamente occupato dal Rialto centrale russo; confina a sud con l'oblast' di Belgorod ed a nord con l'oblast' di Orël, ad ovest con l'oblast' di Sumy in Ucraina. Attraversata da sud a nord dal fiume Oka, la maggiore risorsa della provincia è lo sfruttamento dei vasti giacimenti di ferro di cui è ricchissimo il sottosuolo. Il capoluogo Kursk (450 000 abitanti circa nel 1998) si trova a 460 km da Mosca sulle sponde del fiume Sejm.

## Geografia antropica

### Suddivisioni amministrative

#### Rajon
L'oblast' di Kursk comprende 28 rajon (fra parentesi il capoluogo; sono indicati con un asterisco i capoluoghi non direttamente dipendenti dal rajon ma posti sotto la giurisdizione dell'oblast'):
- Belovskij (Belaja)
- Bol'šesoldatskij (Bol'šoe Soldatskoe)
- Čeremisinovskij (Čeremisinovo)
- Chomutovskij (Chomutovka)
- Dmitrievskij (Dmitriev-L'govskij)
- Fatežskij (Fatež)
- Gluškovskij (Gluškovo)
- Goršečenskij (Goršečnoe)
- Kastorenskij (Kastornoe)
- Konyšëvskij (Konyšëvka)
- Korenevskij (Korenevo)
- Kurčatovskij (Kurčatov*)
- Kurskij (Kursk*)
- L'govskij (L'gov*)

- Manturovskij (Manturovo)
- Medvenskij (Medvenka)
- Obojanskij (Obojan')
- Oktjabr'skij (Prjamicyno)
- Ponyrovskij (Ponyri)
- Pristenskij (Pristen')
- Ryl'skij (Ryl'sk)
- Ščigrovskij (Ščigry*)
- Solncevskij (Solncevo)
- Sovetskij (Kšenskij)
- Sudžanskij (Sudža)
- Timskij (Tim)
- Železnogorskij (Železnogorsk*)
- Zolotuchinskij (Zolotuchino)

#### Città
I centri abitati dell'oblast' che hanno lo status di città (gorod) sono 10 (in grassetto le città sotto la diretta giurisdizione della oblast', che costituiscono una divisione amministrativa di secondo livello):
- Dmitriev-L'govskij
- Fatež
- Kursk
- Kurčatov
- L'gov

- Obojan'
- Ryl'sk
- Ščigry
- Sudža
- Železnogorsk

#### Insediamenti di tipo urbano
I centri urbani con status di insediamento di tipo urbano sono invece 22 (in grassetto gli insediamenti di tipo urbano sotto la diretta giurisdizione dell'oblast', che costituiscono una divisione amministrativa di secondo livello):
- Čeremisinovo
- Chomutovka
- Gluškovo
- Goršečnoe
- imeni Karla Libknechta
- Ivanino
- Kastornoe
- Kirovskij

- Konyšëvka
- Korenevo
- Kšenskij
- Magnitnyj
- Medvenka
- Novokastornoe
- Olymskij
- Ponyri

- Pristen'
- Prjamicyno
- Solncevo
- Tëtkino
- Tim
- Zolotuchino

## Storia
Il territorio dell'Oblast di Kursk è stato popolato sin dalla fine dell'ultima era glaciale. La zona era abitata dalle tribù slave dei Severiani. Dall'830 l'attuale Oblast di Kursk faceva parte degli stati del Khaganato di Rus' e della Rus' di Kiev. Le città più antiche della regione sono Kursk e Rylsk, menzionate per la prima volta, rispettivamente, nel 1032 e nel 1152, entrambe capitali di piccoli ducati eponimi di epoca medievale. Nel XIII secolo, la regione fu conquistata dall'Impero mongolo.
Nel XV secolo faceva parte del Granducato di Lituania sotto la dinastia dei Jagelloni. Fu persa nelle guerre moscovite-lituane del XVI secolo a favore del Granducato di Mosca. Una vera crescita dell'area attorno a Kursk iniziò subito dopo, con una grande migrazione dalla Russia centrale dopo la carestia russa del 1601-1603. La regione fu interessata dalle incursioni degli schiavisti di Crimea e Nogai nel XVI e XVII secolo. L'attuale periferia sud-occidentale dell'oblast con la città di Sudža faceva parte di Sloboda Ucraina ed era popolata da ucraini dalla metà del XVII secolo. Tra il 1708 e il 1719, Kursk faceva parte del governatorato di Kiev di recente creazione. Dal 1719 al 1727, face parte del Belgorodsky Uyezd del governatorato di Kiev. Dal 1727, Kursky Uyezd faceva parte del governatorato di Belgorod. Il 23 maggio 1779, fu istituito il governatorato di Kursk.
Durante la prima guerra mondiale, nel 1918, fu teatro di combattimenti di ucraini e tedeschi contro la Russia. Nel 1918, la parte occidentale dell'attuale Oblast di Kursk con le città di Rylsk e Sudža faceva parte dello Stato ucraino. Korenevo fu il luogo della firma di un cessate il fuoco tra lo Stato ucraino, la Germania e la Russia sovietica nel maggio 1918. Kursk fu il luogo di istituzione del Governo provvisorio dei lavoratori e dei contadini dell'Ucraina e Sudzha fu la sua prima sede nel novembre-dicembre 1918. Sudzha rimase parte dell'Ucraina sovietica fino al 1922.

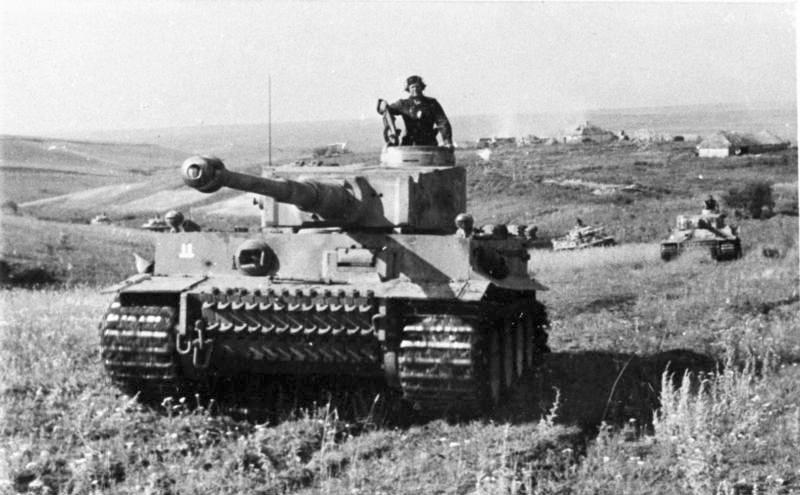
Waffen-SS Panzer Division Das Reich con un carro armato Tiger I, nel giugno 1943 prima della battaglia di Kursk

Il governatorato di Kursk esistette fino al 1928, quando il territorio del governatorato di Kursk divenne parte dell'Oblast centrale della Terra Nera. Poiché l'Oblast' di Chernozem Centrale era molto grande, la sua amministrazione era molto difficile, il 13 giugno 1934 fu divisa in due regioni: Oblast' di Kursk e Oblast' di Voronezh. Nel periodo tra il 1934 e il 1954, i confini degli oblast' furono frequentemente modificati. Tuttavia, l'area e i confini dell'oblast' sono rimasti stabili dal 1954.
Durante la seconda guerra mondiale, il territorio dell'Oblast di Kursk fu occupato dalle truppe tedesche dall'autunno del 1941 fino all'estate del 1943. Tra il 5 luglio e il 23 agosto 1943, nella regione ebbe luogo la battaglia di Kursk, una delle battaglie più importanti del secondo conflitto mondiale.
Il territorio dell'Oblast di Kursk era la regione in cui nacque il quarto capo dell'Unione Sovietica, Nikita Krusciov.
A partire dal 2024, il gasdotto russo-ucraino a Sudža era l'ultimo punto rimanente attraverso il quale il gas naturale fluiva dalla Russia all'Europa attraverso l'Ucraina.
Ad agosto 2024, le forze ucraine hanno attraversato il confine con l'Oblast di Kursk durante operazioni belliche in risposta all'invasione russa dell'Ucraina, con conseguente occupazione ucraina di parte dell'oblast.

## Politica
Durante il periodo sovietico, l'alta autorità nell'oblast era condivisa tra tre persone: il primo segretario del Comitato del PCUS di Kursk (che in realtà aveva l'autorità maggiore), il presidente del Soviet dell'oblast (potere legislativo) e il presidente del Comitato esecutivo dell'oblast (potere esecutivo). Nel 1991, il PCUS perse il potere e il capo dell'amministrazione dell'oblast, e infine il governatore, furono nominati/eletti insieme al parlamento regionale eletto.
La Carta dell'oblast di Kursk è la legge fondamentale della regione. La Duma dell'oblast di Kursk è l'organo legislativo (rappresentativo) permanente della provincia. L'Assemblea legislativa esercita la sua autorità approvando leggi, risoluzioni e altri atti giuridici e supervisionando l'attuazione e l'osservanza delle leggi e degli altri atti giuridici da essa approvati. Il più alto organo esecutivo è il Governo dell'oblast, che include organi esecutivi territoriali come amministrazioni distrettuali, comitati e commissioni che facilitano lo sviluppo e gestiscono le questioni quotidiane della provincia. L'amministrazione regionale sostiene le attività del governatore, che è il funzionario più alto in grado e agisce da garante del rispetto dello statuto regionale, in conformità con la Costituzione russa.
Il partito filogovernativo di destra Russia Unita e il Partito Comunista della Federazione Russa sono i principali partiti politici dell'Oblast di Kursk. Tradizionalmente, il partito comunista è il più forte nell'area rurale dell'Oblast.